# Stanislav Sjopov
Stanislav Tichomirov Sjopov (Bulgaars: Станислав Тихомиров Шопов) (Plovdiv, 23 februari 2002) is een Bulgaars voetballer die doorgaans speelt als middenvelder. In juli 2025 verruilde hij CSKA Sofia voor NK Osijek. Sjopov maakte in 2023 zijn debuut in het Bulgaars voetbalelftal.

## Clubcarrière
Sjopov speelde in de jeugd van Botev Plovdiv en bij deze club maakte hij zijn professionele debuut. Op 15 mei 2018 werd met 2–0 gewonnen van FK Vereja door twee doelpunten van Steven Petkov. Sjopov begon op de reservebank en mocht van coach Nikolaj Kirov elf minuten voor tijd invallen voor Petkov. Zijn eerste doelpunt volgde op 7 december 2019, in eigen huis tegen Beroe Stara Zagora. Todor Nedelev opende namens Botev de score en voor rust maakte Aleksandar Tsvetkov gelijk. Na een doelpunt van Aleksandar Tonev zorgde Sjopov voor de beslissende 3–1.
In oktober 2020 verkaste de Bulgaar voor een bedrag van circa honderdvijftigduizend euro naar sc Heerenveen, waar hij zijn handtekening zette onder een verbintenis voor de duur van twee seizoenen, met een optie op een jaar extra. Deze optie werd niet gelicht en hierop keerde hij transfervrij terug naar Bulgarije, bij CSKA Sofia. Na drie seizoenen verliep ook hier zijn verbintenis en hij tekende voor drie jaar bij NK Osijek.

## Clubstatistieken
| Seizoen | Club          | Competitie | Competitie | Competitie | Beker | Beker | Internationaal | Internationaal | Totaal | Totaal |
| Seizoen | Club          | Competitie | Wed.       | Dlp.       | Wed.  | Dlp.  | Wed.           | Dlp.           | Wed.   | Dlp.   |
| ------- | ------------- | ---------- | ---------- | ---------- | ----- | ----- | -------------- | -------------- | ------ | ------ |
| 2017/18 | Botev Plovdiv | Parva Liga | 1          | 0          | 0     | 0     | —              | —              | 1      | 0      |
| 2018/19 | Botev Plovdiv | Parva Liga | 4          | 0          | 1     | 0     | —              | —              | 5      | 0      |
| 2019/20 | Botev Plovdiv | Parva Liga | 27         | 1          | 5     | 0     | —              | —              | 32     | 1      |
| 2020/21 | Botev Plovdiv | Parva Liga | 7          | 0          | 0     | 0     | —              | —              | 7      | 0      |
| 2020/21 | sc Heerenveen | Eredivisie | 0          | 0          | 0     | 0     | —              | —              | 0      | 0      |
| 2021/22 | sc Heerenveen | Eredivisie | 1          | 0          | 0     | 0     | —              | —              | 1      | 0      |
| 2022/23 | CSKA Sofia    | Parva Liga | 29         | 1          | 3     | 0     | 5              | 0              | 37     | 1      |
| 2023/24 | CSKA Sofia    | Parva Liga | 27         | 3          | 4     | 0     | 2              | 0              | 33     | 3      |
| 2024/25 | CSKA Sofia    | Parva Liga | 31         | 6          | 5     | 0     | —              | —              | 36     | 6      |
| 2025/26 | NK Osijek     | HNL        | 0          | 0          | 0     | 0     | —              | —              | 0      | 0      |
| Totaal  | Totaal        | Totaal     | 127        | 11         | 18    | 0     | 7              | 0              | 152    | 11     |

Bijgewerkt op 1 juli 2025.

## Interlandcarrière
Sjopov maakte zijn debuut in het Bulgaars voetbalelftal op 27 maart 2023, toen met 3–0 verloren werd van Hongarije door doelpunten van Bálint Vécsei, Dominik Szoboszlai en Martin Ádám. Sjopov moest van bondscoach Mladen Krstajić op de reservebank beginnen en hij mocht vijf minuten voor het einde van de reguliere speeltijd invallen voor Ilia Groejev. De andere Bulgaarse debutant dit duel was Ivajlo Markov (Podbeskidzie Bielsko-Biała).
| Interlands van Stanislav Sjopov voor Bulgarije | Interlands van Stanislav Sjopov voor Bulgarije | Interlands van Stanislav Sjopov voor Bulgarije | Interlands van Stanislav Sjopov voor Bulgarije | Interlands van Stanislav Sjopov voor Bulgarije | Interlands van Stanislav Sjopov voor Bulgarije | Interlands van Stanislav Sjopov voor Bulgarije |
| №                                              | Datum                                          | Wedstrijd                                      | Uitslag                                        | Competitie                                     | Goals                                          |                                                |
| Als speler bij CSKA Sofia                      | Als speler bij CSKA Sofia                      | Als speler bij CSKA Sofia                      | Als speler bij CSKA Sofia                      | Als speler bij CSKA Sofia                      | Als speler bij CSKA Sofia                      | Als speler bij CSKA Sofia                      |
| ---------------------------------------------- | ---------------------------------------------- | ---------------------------------------------- | ---------------------------------------------- | ---------------------------------------------- | ---------------------------------------------- | ---------------------------------------------- |
| 1                                              | 27 maart 2023                                  | Hongarije – Bulgarije                          | 3 – 0                                          | EK 2024 kwalificatie                           |                                                |                                                |
| 2                                              | 17 juni 2023                                   | Litouwen – Bulgarije                           | 1 – 1                                          | EK 2024 kwalificatie                           |                                                |                                                |
| 3                                              | 23 maart 2025                                  | Ierland – Bulgarije                            | 2 – 1                                          | Nations League 2024/25                         |                                                |                                                |
| 4                                              | 6 juni 2025                                    | Bulgarije – Cyprus                             | 2 – 2                                          | Vriendschappelijk                              |                                                |                                                |
| 5                                              | 10 juni 2025                                   | Griekenland – Bulgarije                        | 4 – 0                                          | Vriendschappelijk                              |                                                |                                                |

Bijgewerkt op 1 juli 2025.